# Kirby: Mouse Attack
Kirby: Mouse Attack, känt som Hoshi no Kirby: Sanjou! Dorocche Dan (japanska: 星のカービィ 参上！ドロッチェ団 Hepburn: Hoshi no Kābī Sanjō! Dorocche Dan?) i Japan och Kirby: Squeak Squad i Nordamerika, är ett plattformsspel till Nintendo DS.

## Handling
En tidig eftermiddag i Dream Land ska Kirby precis avnjuta sin jordgubbstårta, när den plötsligt blir stulen. Kirby tror att detta är ett verk av ärkefienden King Dedede, men efter att ha besegrat honom förstår Kirby att det är några andra som ligger bakom stölden: en brokig skara möss, som kallas The Squeaks. Kirby sätter av för att besegra dessa och hämta tillbaka sin tårta. Under äventyret samlar han även på sig skattkistor.

## Rollfigurer
- Kirby, den lilla, rosa huvudpersonen som styrs av spelaren. Har möjligheten att kopiera fienders attacker genom att suga in dem.
- King Dedede, Kirbys ärkefiende och en av minibossarna i spelet.
- The Squeaks, en grupp tjuvaktiga möss.
  - Daroach, ligans ledare. Karakteriseras av sin röda hatt och mantel.
  - Spinni, ligans snabbaste medlem. Karakteriseras av att han bär solglasögon och använder kaststjärnor.
  - Storo, ligans starkaste medlem. Karakteriseras av sin, i förhållande till Kirby, stora kroppsform.
  - Doc, ligans smartaste medlem. Karakteriseras av att han flyger runt i en UFO-liknande farkost.
  - Squeakers, små möss som fungerar som ligans lakejer.

## Minispel
Dessa spel kan spelas tillsammans med andra, även de som inte äger Kirby: Mouse Attack.
- Speedy Teatime: Under ett lock gömmer sig fyra bakelser. När locket lyfts gäller det för spelaren att snabbast möjligt peka på den bakelsen som har en jordgubbe, och inte en bomb, som dekoration.
- Smash Ride: Genom att styra stjärnan som Kirby sitter på ska spelaren försöka knuffa ut sina motståndare från banan.
- Treasure Shot: Tre skattkistor står uppradade. När dessa öppnas ska spelaren, genom att skjuta rosa bollar, försöka träffa så många av de förekommande bakelserna som möjligt.